# Андрија (надбискуп)
Андрија је био надбискуп у Бару од 1307. до 1324. године. Постављен је од стране папе Клемента Петог, у вријеме када је краљ Милутин почео прогонити католике. Овај надбискуп се својевољно одрекао столице, након што је папа наредио црквену обуставу. Разлози за то су били што је 1319. године био тужен Светој столици за три преступа. Радило се о залагању надбискупског плашта, коришћење кривотвореног, свргавање арбанашког бискупа Миховила, постављање опата Лазара без знања папе Ивана XXII, као и присвајање права да именује бискупа Дриваста.